# El Sinaí
El Sinaí är en ort i Mexiko.   Den ligger i kommunen Palenque och delstaten Chiapas, i den sydöstra delen av landet, 800 km öster om huvudstaden Mexico City. El Sinaí ligger 118 meter över havet och antalet invånare är 185.
Terrängen runt El Sinaí är kuperad västerut, men österut är den platt. Runt El Sinaí är det ganska glesbefolkat, med 34 invånare per kvadratkilometer. Närmaste större samhälle är Lázaro Cárdenas, 3,2 km öster om El Sinaí. Omgivningarna runt El Sinaí är en mosaik av jordbruksmark och naturlig växtlighet.